# Oberea semirubra
Oberea semirubra là một loài bọ cánh cứng trong họ Cerambycidae.